# Veliki karnaški napis
Veliki karnaški napis je staroegipčanski hieroglifski napis faraona Merneptaha iz Devetnajste egipčanske dinastije. Odkrit je bil leta 1828/1829 v Karnaku. Po mnenju egiptologa Wilhelm Max Müller je eno od najpomembnejših standardnih egipčanskih besedil.
Besedilo je napisano na notranji strani vzhodnega obzidja od četrtega do osmega pilona Amon-Rajevega templja v karnaškem tempeljskem kompleksu v sedanjem Luksorju.
Del napisa je prvi objavil Karl Richard Lepsius.
Na napisu so omenjeni tudi faraonovi pohodi proti Ljudstvom z morja. V 79. vrstici (tretjina vrstice je uničena) je upodobljena njegova vrnitev s pohoda, vojni plen in ujetniki.
Veliki karnaški napis je najdaljše v celoti ohranjeno egipčansko spomeniško besedilo. V Centru za francosko-egiipčanske študije templjev v Karnaku ima oznako KIU 4246.<ref>